# Éric Tié Bi
Éric Tié Bi (Bédiala, 20 juli 1990) is een Ivoriaans-Frans voormalig voetballer die doorgaans speelde als middenvelder. Tussen 2010 en 2021 was hij actief voor Évian TG, Asteras Tripolis, Stade Brest, LB Châteauroux, Quevilly, opnieuw Évian TG en FC Guipry-Messac.

## Clubcarrière
Tié Bi werd geboren in Ivoorkust, maar verhuisde op jonge leeftijd naar Frankrijk, waar hij speelde in de jeugdopleiding van Olympique Lyon. Bij die club wist hij niet door te breken en in de zomer van 2010 verkaste de controlerende middenvelder naar Évian TG. De Ivoriaan debuteerde op 30 juli 2010 tijdens een wedstrijd in de Coupe de la Ligue tegen RC Strasbourg (4–5 winst na strafschoppen). Zijn competitiedebuut volgde een week later, op 6 augustus, tijdens een 0–2 overwinning op FC Metz. In zijn eerste seizoen werd Évian kampioen van de Ligue 2. Een niveau hoger speelde hij elk seizoen rond de twintig competitiewedstrijden.
In de zomer van 2014 verkaste Tié Bi naar Asteras Tripolis. Na een jaar keerde hij terug naar Frankrijk, waar hij ging spelen voor Stade Brest. In zijn eerste seizoen bij die club kwam de Ivoriaan tot achtentwintig competitieduels, maar het seizoen erop speelde hij in de eerste seizoenshelft geen wedstrijden in de Ligue 2. Hierop stapte hij over naar Châteauroux. Met Châteaureoux won Tié Bi het Championnat National en in de zomer werd Quevilly zijn nieuwe werkgever.
Hij keerde in 2019 terug bij Évian TG. Tié Bi koos een seizoen later voor een eenjarig contract bij FC Guipry-Messac en stopte daarna als voetballer.

## Erelijst
| Competitie           |          |          |          |          |
| Competitie           | Aantal   | Jaren    |          |          |
| Évian TG             | Évian TG | Évian TG | Évian TG | Évian TG |
| -------------------- | -------- | -------- | -------- | -------- |
| Ligue 2              | 1        | 2010/11  |          |          |
| Châteauroux          |          |          |          |          |
| Championnat National | 1        | 2016/17  |          |          |